# Michael Nylander
Pour les articles homonymes, voir Nylander.
Michael Nylander (né le 3 octobre 1972 à Stockholm en Suède) est un joueur professionnel de hockey sur glace. Il a un frère, Peter, qui est également professionnel de hockey sur glace.

## Biographie

### Carrière en club
Il commence sa carrière de joueur en 1989-90 en jouant Division 1, alors le nom de la deuxième division en Suède, pour l'équipe du Huddinge IK. Deux saisons plus tard, en 1991-1992, il rejoint l'équipe de l'AIK, du championnat de Suède élite (Elitserien). La même année en début de saison, il est choisi par les Whalers de Hartford de la Ligue nationale de hockey lors du repêchage d'entrée dans la LNH en troisième ronde (59e choix au total). Il reçoit alors le titre de meilleure recrue de l'année en Suède.
Il rejoint l'Amérique du Nord pour la saison 1992-1993 de la LNH et joue deux saisons avec les Whalers avant de retourner jouer en Europe pour le club du  JYP Jyväskylä du championnat de Finlande (SM-liiga). Au bout d'une saison, il rejoint les Flames de Calgary pour deux saisons avant de retourner en Europe, en Suisse pour le HC Lugano.
À son retour dans la LNH, il reste encore deux petites saisons avec les Flames avant de rejoindre au cours de la saison 1998-1999 de la LNH le Lightning de Tampa Bay. Moins de deux saisons plus tard, il porte alors les couleurs des Blackhawks de Chicago puis celles des Capitals de Washington en 2002. Il finit la saison d'après dans l'effectif des Bruins de Boston avant de retourner une nouvelle fois en Europe à l'occasion du lock-out 2004-2005 de la LNH.
Il joue alors pour le Kärpät Oulu de la SM-liiga mais aussi en Russie, pour le SKA Saint-Pétersbourg et pour l'Ak Bars Kazan.
En 2005, il signe avec les Rangers de New York et joue aux côtés de Jaromír Jágr. Il réalise alors sa meilleure saison dans la LNH avec 22 buts et 54 passes décisives en 76 matchs. Il aide ainsi les Rangers à dépasser les 100 points (première fois depuis 1994). Les Rangers échouent tout de même au premier tour des séries éliminatoires contre les Devils du New Jersey et ce en quatre matchs. En 2007, il signe un contrat avec les Capitals de Washington en tant que joueur autonome.
Après avoir commencé la saison 2009-2010 avec l'organisation des Capitals, il quitte vers la Finlande, rejoignant le Jokerit Helsinki de la SM-Liiga. Après une saison dans la capitale finlandaise, Nylander est placé par les Capitals aux Americans de Rochester pour la saison 2010-2011. Au début de la nouvelle saison, il passe un test non concluant avec les Flyers de Philadelphie. Il part alors en Suisse, engagé par le ZSC Lions pour un mois, retrouvant ainsi le championnat de Suisse de première division. Il reste dans le club du Hallenstadion jusqu'en décembre 2011, mais son contrat n'est pas prolongé. Il joue ensuite la Coupe Spengler avec les Kloten Flyers, avant de signer une entente jusqu'au terme de la saison 2011-2012 avec les Aviateurs.

### Carrière internationale
Il représente la Suède au cours des compétitions suivantes :
- Championnat du monde junior
  -  Médaille d'argent : 1992. Il est élu meilleur attaquant et sur l'équipe type du tournoi. Il est également le meilleur buteur du tournoi.
- Championnat d'Europe junior
  - 1990
- Championnat du monde
  -  Médaille d'or : 1992 et 2006.
  -  Médaille d'argent : 1993 et 1997. Lors des deux éditions, il est nommé meilleur attaquant du tournoi et en 1997, il est nommé dans l'équipe type du tournoi.
  -  Médaille de bronze : 1999 et 2002.
- Coupe du monde de hockey
  - 1996 et 2004
- Jeux olympiques d'hiver
  - 1998 à Nagano au Japon
  - 2002 à Salt Lake City aux États-Unis

## Honneurs et trophées personnels
- Elitserien : recrue et junior de l'année en 1992.

## Vie personnelle
Il est le père des joueurs de hockey professionnels : William  et Alexander  Nylander. 

## Statistiques

### Statistiques en club
| Saison     | Équipe                   | Ligue       |     | Saison régulière | Saison régulière | Saison régulière | Saison régulière | Saison régulière |    | Séries éliminatoires | Séries éliminatoires | Séries éliminatoires | Séries éliminatoires | Séries éliminatoires |
| Saison     | Équipe                   | Ligue       | PJ  | B                | A                | Pts              | Pun              | PJ               | B  | A                    | Pts                  | Pun                  |                      |                      |
| 1989-1990  | Huddinge IK              | Division 1  | 31  | 7                | 15               | 22               | 4                | 5                | 3  | 0                    | 3                    | 0                    |                      |                      |
| 1990-1991  | Huddinge IK              | Division 1  | 33  | 14               | 20               | 34               | 10               | 2                | 0  | 0                    | 0                    | 0                    |                      |                      |
| 1991-1992  | AIK IF                   | Elitserien  | 40  | 11               | 17               | 28               | 30               | 3                | 1  | 4                    | 5                    | 4                    |                      |                      |
| 1992-1993  | Whalers de Hartford      | LNH         | 59  | 11               | 22               | 33               | 36               | -                | -  | -                    | -                    | -                    |                      |                      |
| 1992-1993  | Indians de Springfield   | LAH         | -   | -                | -                | -                | -                | 3                | 3  | 3                    | 6                    | 2                    |                      |                      |
| 1993-1994  | Indians de Springfield   | LAH         | 4   | 0                | 9                | 9                | 0                | -                | -  | -                    | -                    | -                    |                      |                      |
| 1993-1994  | Whalers de Hartford      | LNH         | 58  | 11               | 33               | 44               | 24               | -                | -  | -                    | -                    | -                    |                      |                      |
| 1993-1994  | Flames de Calgary        | LNH         | 15  | 2                | 9                | 11               | 6                | 3                | 0  | 0                    | 0                    | 0                    |                      |                      |
| 1994-1995  | Flames de Calgary        | LNH         | 6   | 0                | 1                | 1                | 2                | 6                | 0  | 6                    | 6                    | 2                    |                      |                      |
| 1994-1995  | JYP Jyväskylä            | SM-liiga    | 16  | 11               | 19               | 30               | 63               | -                | -  | -                    | -                    | -                    |                      |                      |
| 1995-1996  | Flames de Calgary        | LNH         | 73  | 17               | 38               | 55               | 20               | 4                | 0  | 0                    | 0                    | 0                    |                      |                      |
| 1996-1997  | HC Lugano                | LNA         | 36  | 12               | 43               | 55               | 28               | -                | -  | -                    | -                    | -                    |                      |                      |
| 1997-1998  | Flames de Calgary        | LNH         | 65  | 13               | 23               | 36               | 24               | -                | -  | -                    | -                    | -                    |                      |                      |
| 1998-1999  | Flames de Calgary        | LNH         | 9   | 2                | 3                | 5                | 2                | -                | -  | -                    | -                    | -                    |                      |                      |
| 1998-1999  | Lightning de Tampa Bay   | LNH         | 24  | 2                | 7                | 9                | 6                | -                | -  | -                    | -                    | -                    |                      |                      |
| 1999-2000  | Lightning de Tampa Bay   | LNH         | 11  | 1                | 2                | 3                | 4                | -                | -  | -                    | -                    | -                    |                      |                      |
| 1999-2000  | Blackhawks de Chicago    | LNH         | 66  | 23               | 28               | 51               | 26               | -                | -  | -                    | -                    | -                    |                      |                      |
| 2000-2001  | Blackhawks de Chicago    | LNH         | 82  | 25               | 39               | 64               | 32               | -                | -  | -                    | -                    | -                    |                      |                      |
| 2001-2002  | Blackhawks de Chicago    | LNH         | 82  | 15               | 46               | 61               | 50               | 5                | 0  | 3                    | 3                    | 2                    |                      |                      |
| 2002-2003  | Blackhawks de Chicago    | LNH         | 9   | 0                | 4                | 4                | 4                | -                | -  | -                    | -                    | -                    |                      |                      |
| 2002-2003  | Capitals de Washington   | LNH         | 71  | 17               | 39               | 56               | 36               | 6                | 3  | 2                    | 5                    | 8                    |                      |                      |
| 2003-2004  | Capitals de Washington   | LNH         | 3   | 0                | 2                | 2                | 8                | -                | -  | -                    | -                    | -                    |                      |                      |
| 2003-2004  | Bruins de Boston         | LNH         | 15  | 1                | 11               | 12               | 14               | 6                | 3  | 3                    | 6                    | 0                    |                      |                      |
| 2004-2005  | Kärpät Oulu              | SM-liiga    | 23  | 5                | 15               | 20               | 22               | -                | -  | -                    | -                    | -                    |                      |                      |
| 2004-2005  | SKA Saint-Pétersbourg    | Superliga   | 8   | 2                | 5                | 7                | 0                | -                | -  | -                    | -                    | -                    |                      |                      |
| 2004-2005  | Ak Bars Kazan            | Superliga   | 5   | 0                | 1                | 1                | 2                | -                | -  | -                    | -                    | -                    |                      |                      |
| 2005-2006  | Rangers de New York      | LNH         | 81  | 23               | 56               | 79               | 76               | 4                | 0  | 1                    | 1                    | 0                    |                      |                      |
| 2006-2007  | Rangers de New York      | LNH         | 79  | 26               | 57               | 83               | 42               | 10               | 6  | 7                    | 13                   | 0                    |                      |                      |
| 2007-2008  | Capitals de Washington   | LNH         | 40  | 11               | 26               | 37               | 24               |                  |    |                      |                      |                      |                      |                      |
| 2008-2009  | Capitals de Washington   | LNH         | 72  | 9                | 24               | 33               | 32               | 3                | 0  | 0                    | 0                    | 2                    |                      |                      |
| 2009-2010  | Griffins de Grand Rapids | LAH         | 24  | 2                | 16               | 18               | 14               | -                | -  | -                    | -                    | -                    |                      |                      |
| 2009-2010  | Jokerit Helsinki         | SM-Liiga    | 14  | 3                | 4                | 7                | 58               | 3                | 2  | 1                    | 3                    | 0                    |                      |                      |
| 2010-2011  | Americans de Rochester   | LAH         | 7   | 4                | 2                | 6                | 8                | -                | -  | -                    | -                    | -                    |                      |                      |
| 2011-2012  | ZSC Lions                | LNA         | 15  | 5                | 5                | 10               | 8                | -                | -  | -                    | -                    | -                    |                      |                      |
| 2011-2012  | Kloten Flyers            | LNA         | 8   | 0                | 5                | 5                | 4                | 2                | 0  | 1                    | 1                    | 2                    |                      |                      |
| 2012-2013  | HC Vita Hästen           | Division 1  | 1   | 0                | 0                | 0                | 0                | -                | -  | -                    | -                    | -                    |                      |                      |
| 2012-2013  | Södertälje SK            | Allsvenskan | 18  | 5                | 14               | 19               | 4                | 10               | 3  | 4                    | 7                    | 20                   |                      |                      |
| 2012-2013  | HC Bolzano               | Serie A     | 1   | 0                | 0                | 0                | 0                | -                | -  | -                    | -                    | -                    |                      |                      |
| 2013-2014  | Rögle BK                 | Allsvenskan | 25  | 3                | 6                | 9                | 22               | -                | -  | -                    | -                    | -                    |                      |                      |
| 2013-2014  | HC Vita Hästen           | Division 1  | 1   | 1                | 1                | 2                | 0                | -                | -  | -                    | -                    | -                    |                      |                      |
| 2013-2014  | AIK IF                   | SHL         | 8   | 0                | 1                | 1                | 4                | 9                | 2  | 3                    | 5                    | 4                    |                      |                      |
| 2014-2015  | AIK IF                   | Allsvenskan | 11  | 1                | 1                | 2                | 8                | -                | -  | -                    | -                    | -                    |                      |                      |
| Totaux LNH | Totaux LNH               | Totaux LNH  | 920 | 209              | 470              | 679              | 468              | 47               | 12 | 22                   | 34                   | 14                   |                      |                      |